# Китанчево
Китанчево (болг. Китанчево) — село в Болгарии. Находится в Разградской области, входит в общину Исперих. Население составляет 1 576 человек.

## Политическая ситуация
В местном кметстве Китанчево, в состав которого входит Китанчево, должность кмета (старосты) исполняет Ридван Исмаил Исмаил (Движение за права и свободы (ДПС)) по результатам выборов правления кметства.
Кмет (мэр) общины Исперих — Адил Ахмед Решидов (ДПС) по результатам выборов в правление общины.